# Cyclatemnus granulatus
Cyclatemnus granulatus es una especie de arácnido del orden Pseudoscorpionida de la familia Atemnidae.

## Distribución geográfica
Se encuentra en África Central.